# IJpelaar

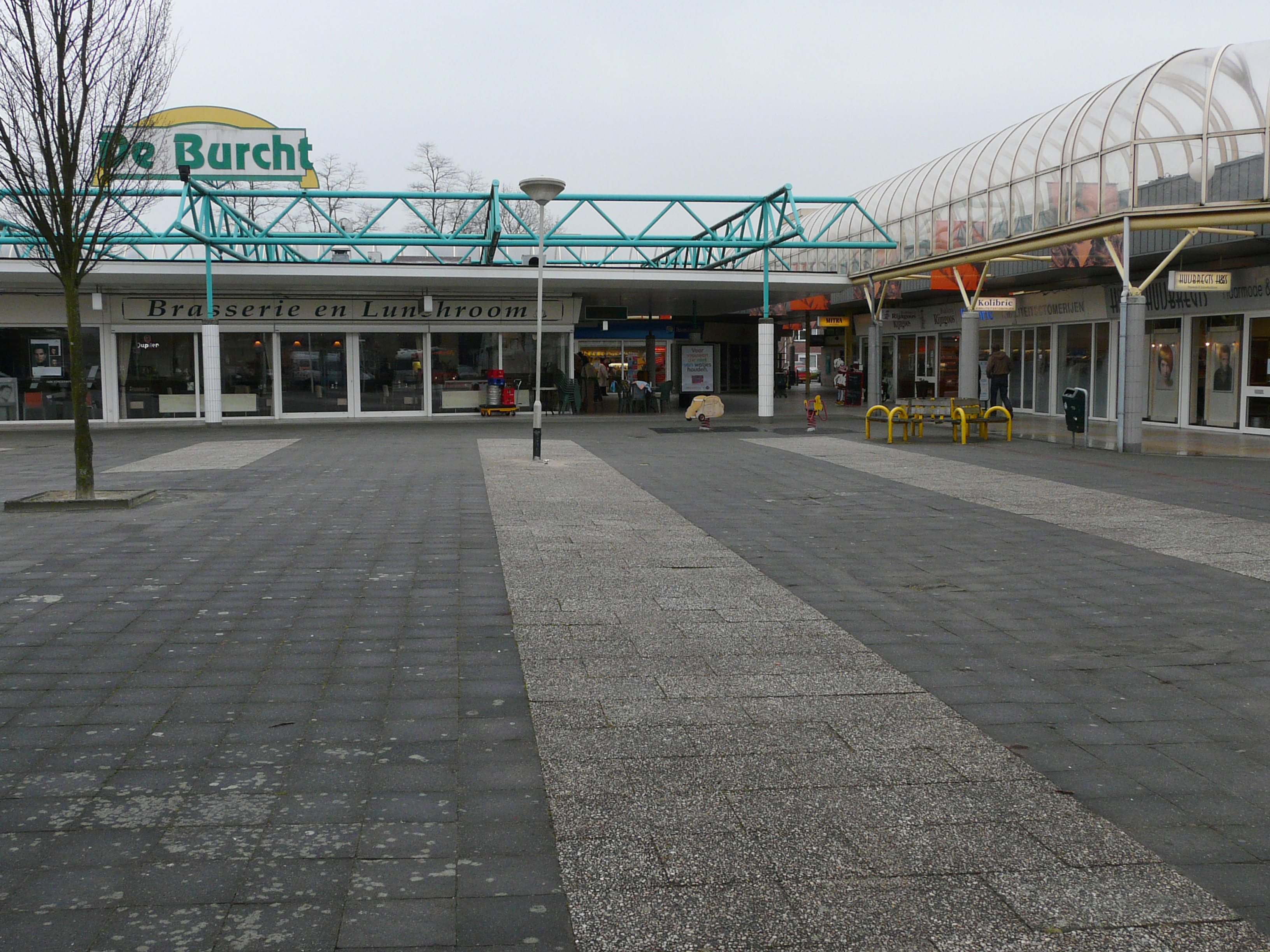
Winkelcentrum de Burcht

De IJpelaar (ook wel met de historische spelling als Ypelaar geschreven) is een wijk in de gemeente Breda. De wijk grenst aan de wijken Nieuw Wolfslaar, het Ginneken en de plaats Bavel.
Het is een ruim opgezette wijk met enkele hoogbouwflats en verder eengezinswoningen. Veel woningen zijn gebouwd tussen 1962 en 1970. De namen van de straten zijn genoemd naar kastelen en buitenverblijven.
Tussen Nieuw Wolfslaar en de IJpelaar ligt een natuurgebied. Er is een lang vlonderpad aangelegd. De Bavelse Leij ontspringt in de nabijheid en meandert verder langs.
In de omgeving is het Ulvenhoutse Bos bij Ulvenhout.

## Geschiedenis
Op oude kaarten wordt het gebied al aangeduid als Ypelaer, op een kruispunt tussen Bavel en Breda. Laar betekent open plek in het bos, IJp verwijst waarschijnlijk naar de boom Iep. Vroeger was er het gehucht IJpelaarseind rond de huidige Seminarieweg. Aan de Beukenlaan (destijds IJpelaarsdreef) lag het café De Heilige Tap.
In 1942 ging de IJpelaar van de gemeente Ginneken en Bavel naar Breda.
De naam IJpelaar werd voor het eerst genoemd in 1280. Reeds omstreeks 1330 was er sprake van een kleine heerlijkheid rondom Kasteel IJpelaar. In de omgeving van dit kasteel werden boerderijen gebouwd. IJpelaar was ook de naam van een buurtschap.
Het kasteel maakte in 1837 plaats voor een landhuis, en in 1878 week dit op haar beurt voor een kleinseminarie dat eveneens de naam IJpelaar droeg. In 1970 sloot het seminarie en kwamen de gebouwen aan de Hogeschool.
In het gebied lag ook een particulier buitenverblijf, Ypelaar geheten, dat in 1915 werd aangekocht door de Paters van de Heilige Harten. Zij stichtten hier het klooster Nieuwe IJpelaar en vertrokken weer in 2007.
In 1944 zijn vele boerderijen in brand geschoten tijdens de bevrijding van Breda door de Polen. Het gebied Bavelsbroek was ontgonnen omstreeks 1660 volgens een rechthoekig patroon, naar plannen van Christoffel Verhoff. Na de verkaveling werd het aan particulieren verkocht. Voordien was het gemeenschapsgrond. Dit gebied werd in 1961 volgebouwd met een woonwijk, waartoe in 1960 een aantal eeuwenoude boerderijen werden afgebroken. Deze typische jaren 60-wijk kent 'rechte straten, strakke huizenbouw en ondergeschikt openbaar groen'.

## Monumenten
De oudste nog bestaande boerderij is de Laarhovense Hoeve aan Seminarieweg 28. Deze dateert van 1710 en is gerestaureerd. De 'Nieuwe hoeve van IJpelaar' aan Seminarieweg 27 dateert van 1892. Beide hoeven zijn rijksmonument. De hoeve Seminarieweg 30 uit 1887 is een gemeentelijk monument.

## Faciliteiten
In de IJpelaar zijn een aantal faciliteiten voor de bewoners van de wijk en de stad opgezet. In het centrum van de wijk bevindt zich het winkelcentrum de Burcht. In de Jorisstraat bevinden zich ook nog winkels.
Aan het Mariaplein ligt de Mariakerk.
Er zijn diverse scholen in de wijk zoals basisschool de Burchtgaarde en een zorgcentrum De IJpelaar voor ouderen aan de Overakkerstraat. Ook is er de vestiging Zuid van de Openbare Bibliotheek Breda. In de IJpelaar is tennisvereniging "IJpelaar" gevestigd.
In het zuiden van de wijk ligt Bezoekerscentrum Wolfslaar met kinderboerderij Wolfslaar. Vlakbij ligt landgoed Wolfslaar en het buitenzwembad "Wolfslaar".

## Verkeer en vervoer
De wijk is bereikbaar via de A27 en per bus via stadslijnen 3 en 5 van Arriva.

## Galerij

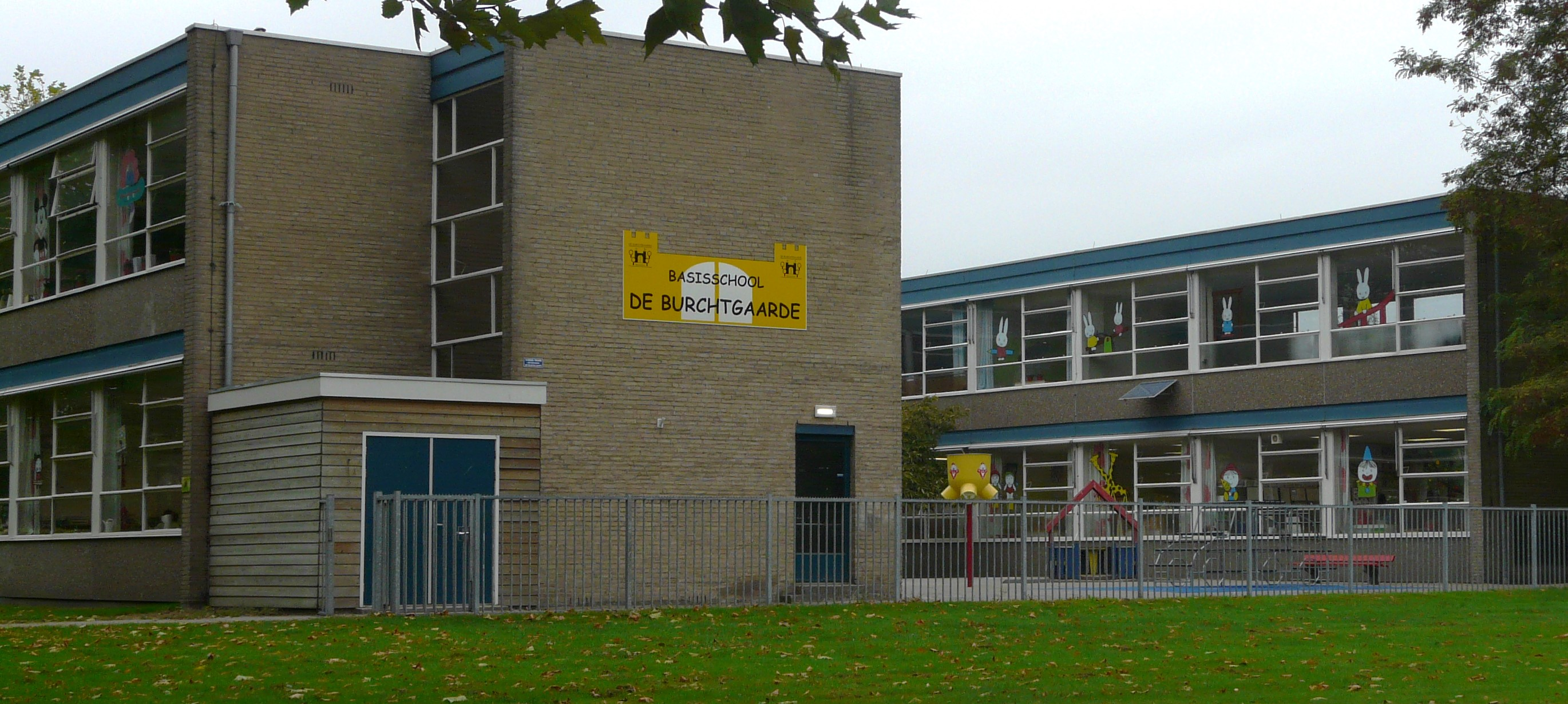
Basisschool de Burchtgaarde
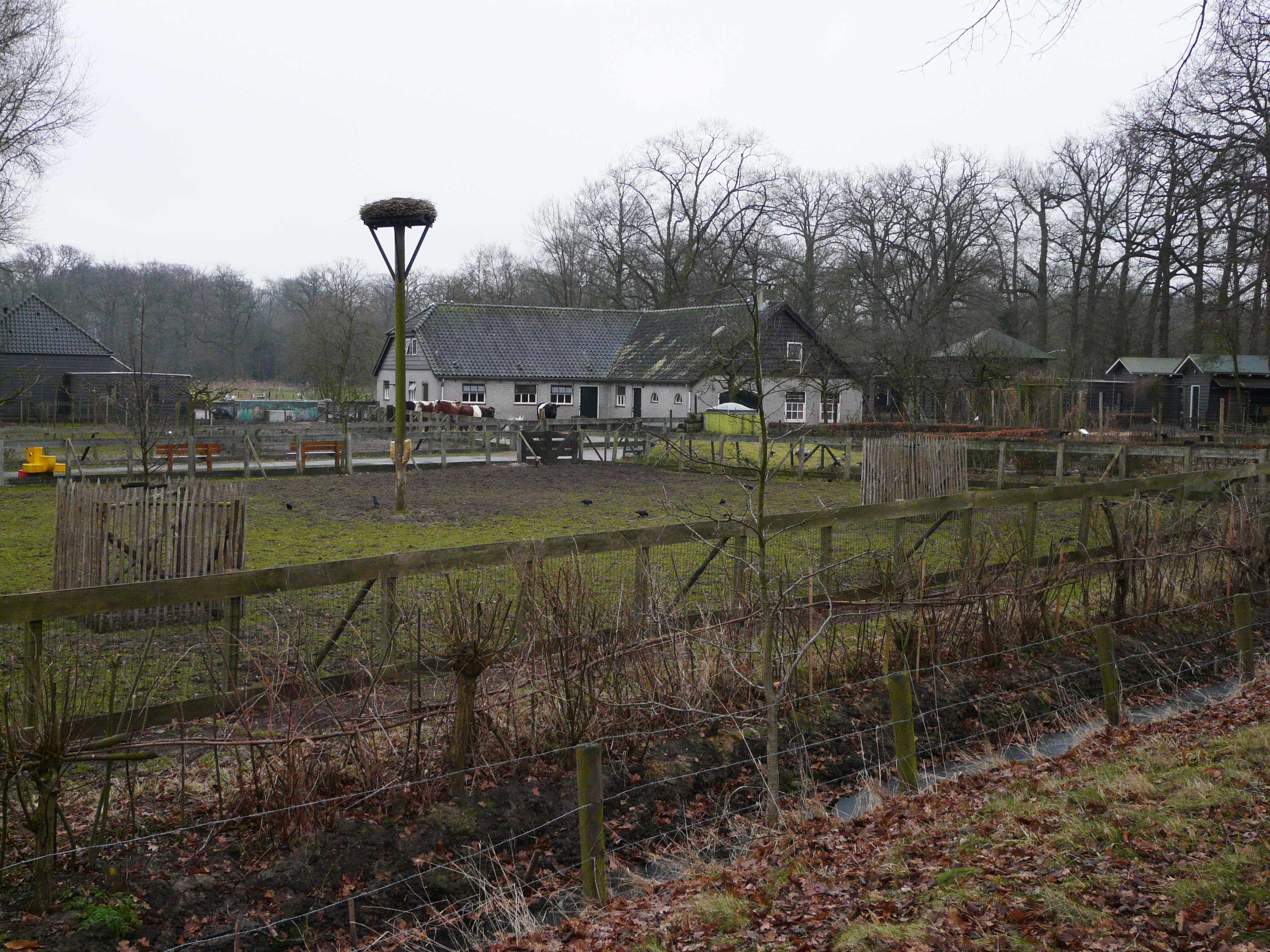
Kinderboerderij Wolfslaar